# Kościół Podwyższenia Krzyża Świętego w Lidzbarku Warmińskim
Kościół Podwyższenia Krzyża Świętego – rzymskokatolicki kościół parafialny należący do dekanatu Lidzbark Warmiński archidiecezji warmińskiej.

## Historia
Decyzja o budowie kaplicy została podjęta przez biskupa warmińskiego Andrzeja Załuskiego. Kaplica miała być wotum dziękczynnym za odwrócenie epidemii dżumy, która w tym czasie panowała na Warmii. Kamień węgielny został poświęcony w dniu 8 maja 1709 roku, natomiast w dniu 30 września kaplica została konsekrowana. Powstało w ten sposób sanktuarium dla dawnego rzeźbionego krzyża, który był umieszczony w tym samym miejscu. Od wielu lat przybywali do niego wierni z różnymi prośbami i dziękczynieniami. By lepiej zadbać o pielgrzymów, postanowiono obok kaplicy zbudować plebanię i mianować stałego duszpasterza (od 1734 roku). W 1729 roku w kaplicy została dobudowana wieżyczka na sygnaturkę. Wzrost liczby wiernych odwiedzających sanktuarium wymógł na władzach kościelnych decyzję o rozbudowie kaplicy. W 1787 roku kamień węgielny pod budowę świątyni został położony przez biskupa Ignacego Krasickiego. Ten sam biskup w dniu 18 września 1789 roku poświęcił świątynię. Projekt został przygotowany przez architekta z Bisztynka, Ernesta Masuhra (Mazura). W 1889 roku do kościoła została dostawiona od strony północnej kruchta. W 1945 roku świątynia i jej wystrój zostały poważnie uszkodzone. W następnych latach prowadzone były prace remontowe i konserwatorskie. W latach 1993–1994 wyremontowano dach, a sygnaturka została wtedy nakryta miedzianą blachą.

## Architektura
Jest to świątynia wzniesiona w stylu późnobarokowym, salowa, murowana z cegły i otynkowana. Wybudowano ją na planie prostokąta o długości 24 metrów i szerokości 10 metrów. Prezbiterium jest umieszczone od strony zachodniej (czyli świątynia jest odwrotnie orientowana). Od strony zachodniej jest umieszczona zakrystia, od strony północnej kruchta. Fasada wschodnia o dwóch kondygnacjach mieszcząca wejście do kościoła jest zamknięta trójkątnym szczytem zakończonym krzyżem. Na dachu znajduje się ośmiokątna wieżyczka z chorągiewką – umieszczona jest na niej data 1789. Wnętrze świątyni jest nakryte stropem drewnianym płaskim, polichromowanym. Od strony wschodniej kościół jest poprzedzony jest murem, przy którym znajdują się dwie narożnikowe kaplice.
W kościele są umieszczone trzy ołtarze w stylu barokowym pochodzące z końca XVIII wieku. W drewnianym ołtarzu głównym jest umieszczony rzeźbiony krzyż. W jednym z bocznych ołtarzy znajduje się obraz Matki Bożej Bolesnej, klęczącej pod krzyżem, a w drugim – obraz św. Rocha. Świątynia posiada także podpartą słupem, drewnianą ambonę pochodzącą z początku XIX wieku.